# Танака (княжество)

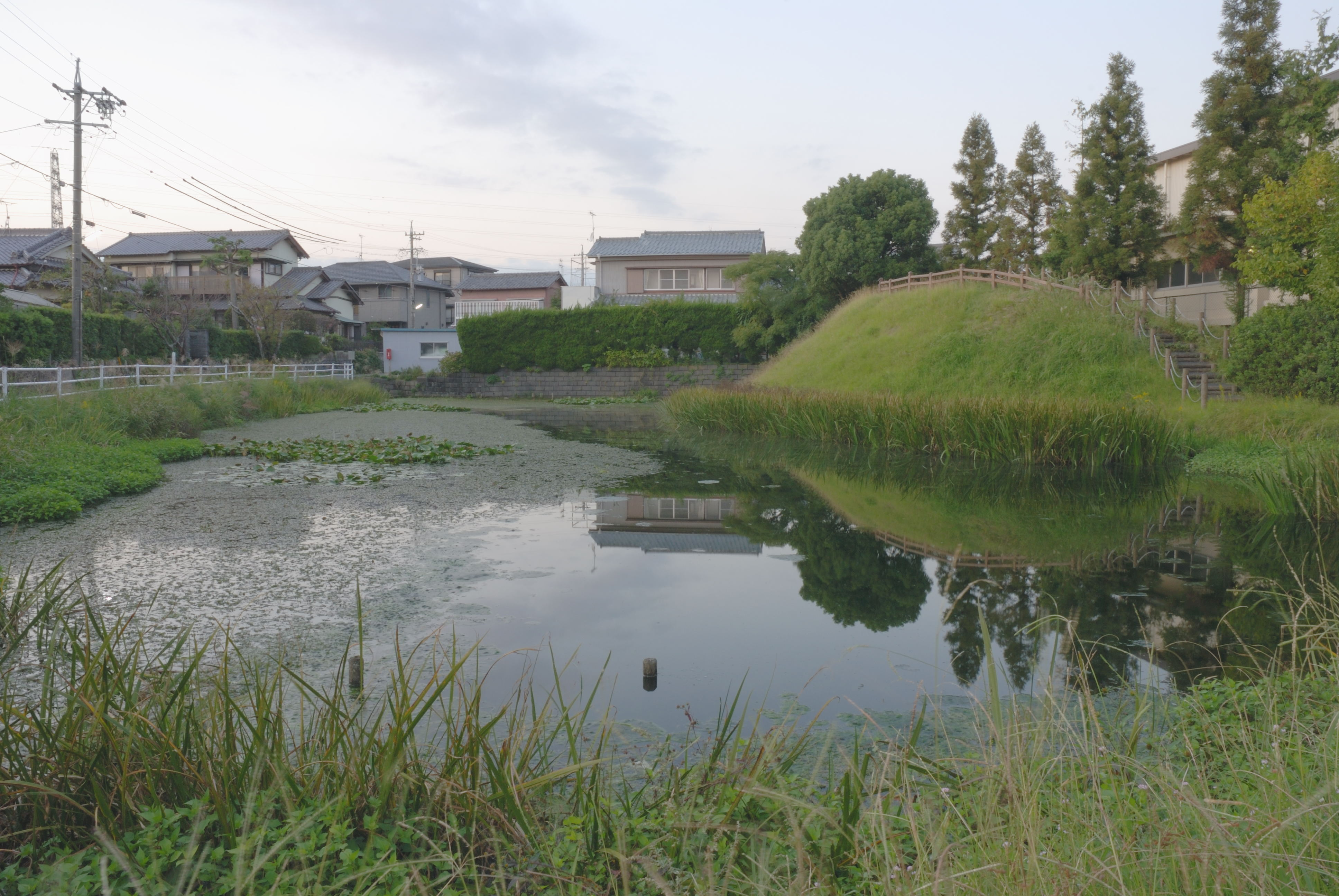
Остатки рва у замка Танака

Княжество Танака (яп. 田中藩 Танака-хан) — феодальное княжество (хан) в Японии периода Эдо (1601—1868), в провинции Суруга региона Токайдо на острове Хонсю (современная префектура Сидзуока).

## История княжества
Административный центр княжества: замок Танака (современный город Фудзиэда, префектура Сидзуока).
Доход хана:
- 1601—1609 годы — 10 000 коку риса
- 1633—1635 годы — 25 000 коку
- 1635—1642 годы — 45 000 коку риса
- 1642—1679 годы — 25 000 коку
- 1679—1681 годы — 40 000 коку риса
- 1681—1684 годы — 45 000 коку
- 1684—1712 годы — 50 000 коку
- 1712—1730 годы — 35 000 коку риса
- 1730—1868 годы — 40 000 коку

Замок Танака был построен Накамурой Кадзутадой, вассалом Тоётоми Хидэёси и каштеляном Сумпу. Первоначально служил в качестве вспомогательного сооружения, охраняя подступ к замку Сумпу с востока. В 1600 году после победы Токугава Иэясу в битве при Сэкигахара Накамура Кадзутада был переведён из замка Супму в Йонаго-хан. Сёгун Токугава Иэясу, взяв замок Сумпу себе, в 1601 году назначил правителем Танака-хана с доходом 10 000 коку Сакаи Тадатоси (1559—1627). В 1609 году Сакаи Тадатоси был переведён в Кавагоэ-хан в провинции Мусаси.
В 1609—1633 годах Танака-хан находился под прямым управлением сёгуната Токугава. В 1633 году в домен был переведён Мацудайра Тадасигэ (1601—1639), бывший правитель Сануки-хана в провинции Кадзуса. Его доход был увеличен до 25 000 коку. В 1635 году Тадасигэ был переведён в Какэгава-хан (провинция Тотоми). В том же году Танака-хан с доходом 45 000 коку был передан во владение Мидзуно Тадаёси (1612—1676), ранее правившему в Ямакава-хане (провинция Симоса). В 1642 году Мидзуно Тадаёси был переведён в Ёсида-хан в провинции Микава.
В 1642—1644 годах княжеством владел Мацудайра Тадахару (1598—1669), который в 1644 году был переведён в Какэгава-хан в провинции Тотоми. В 1644 году Танака-хан получил во владение Ходзё Удзисигэ (1595—1658), бывший правитель Сэкиядо-хана (провинция Симоса). В 1648 году Ходзё Удзисигэ был переведён в Какэгава-хан.
В 1649 году правителем Танака-хана был назначен Нисио Тадатэру (1613—1654), ранее владевший Цутиура-ханом в провинции Хитати. В 1654 году ему наследовал малолетний сын Нисио Таданари (1653—1713). В 1679 году Нисио Таданари получил во владение Коморо-хан в провинции Синано.
В 1679—1681 годах доменом владел Сакаи Тадаёси (1628—1705), бывший правитель Коморо-хана. В 1682 году в Танака-хан был переведён Цутия Масанао (1641—1722), ранее правивший в Цутиура-хане (провинция Хитати). В 1684 году он был вторично переведён из замка Танака в Цутиура-хан.
В 1684 году княжество Танака получил во владение Ота Сукэнао (1658—1705). В 1705 году ему наследовал сын Ота Сукэхару (1696—1740), который в том же году был переведён в Танагура-хан в провинции Муцу.
В 1705—1712 годах доменом владел Найто Кадзунобу (1658—1730), бывший правитель Танагура-хана. В 1712 году его перевели в Мураками-хан (провинция Этиго). В том же (1712) году Танака-хан был передан Токи Ёритаке (1642—1722), который ранее владел Ноока-ханом в провинции Этидзэн. В 1713 году он передал власть в княжестве третьему сыну Токи Ёритоси (1695—1744), который в 1730 году был переведён в Нумата-хан (провинция Кодзукэ).
В 1730—1868 годах Таката-хан управлялся родом Хонда. В 1730 году из Нумата-хана в Таката-хан был переведён Хонда Масанори (1681—1735). Его потомки в течение семи поколений владели доменом до Реставрации Мэйдзи. 7-й даймё Хонда Масамори (1827—1885), правивший в 1860—1868 годах, в сентябре 1868 года был лишен родового домена и переведён в новое княжество Нагао-хан в провинции Ава. После отречения от власти последнего сёгуна Токугава Ёсинобу императорское правительство Мэйдзи создало для рода Токугава обширный удел Сидзуока-хан в провинциях Суруга, Микава и Идзу. В состав Сидзуока-хана вошли княжества Сумпу, Танака и Одзима.

## Правители княжества
- Род Сакаи, 1601—1609 (фудай-даймё)

| № | Имя            | Имя       | Годы правления | Годы жизни  | Примечания                            |
| - | -------------- | --------- | -------------- | ----------- | ------------------------------------- |
| 1 | Сакаи Тадатоси | 酒井 忠利 | 1601 — 1609    | 1559 — 1627 | Третий сын Сакаи Масатики (1521—1576) |

- Род Мацудайра (ветвь Сакураи), 1633—1635 (фудай-даймё)

| № | Имя                | Имя      | Годы правления | Годы жизни  | Примечания            |
| - | ------------------ | -------- | -------------- | ----------- | --------------------- |
| 1 | Мацудайра Тадасигэ | 松平忠重 | 1633 — 1635    | 1601 — 1639 | Сын Мацудайры Тадаёри |

- Род Мидзуно, 1635—1642 (фудай-даймё)

| № | Имя             | Имя       | Годы правления | Годы жизни  | Примечания                        |
| - | --------------- | --------- | -------------- | ----------- | --------------------------------- |
| 1 | Мидзуно Тадаёси | 水野 忠善 | 1635 — 1642    | 1612 — 1676 | Внук Мидзуно Тадамори (1525—1600) |

- Род Мацудайра (ветвь Фудзии), 1642—1644 (фудай-даймё)

| № | Имя                | Имя       | Годы правления | Годы жизни  | Примечания                   |
| - | ------------------ | --------- | -------------- | ----------- | ---------------------------- |
| 1 | Мацудайра Тадахару | 松平 忠晴 | 1642 — 1644    | 1598 — 1669 | Второй сын Мацудайры Нобуёси |

- Род Ходзё, 1644—1648 (фудай-даймё)

| № | Имя            | Имя      | Годы правления | Годы жизни  | Примечания                                   |
| - | -------------- | -------- | -------------- | ----------- | -------------------------------------------- |
| 1 | Ходзё Удзисигэ | 北条氏重 | 1644 — 1648    | 1595 — 1658 | Сын Хосины Масанао, усыновлён Ходзё Удзикацу |

- Род Нисио, 1649—1679 (фудай-даймё)

| № | Имя            | Имя       | Годы правления | Годы жизни  | Примечания                            |
| - | -------------- | --------- | -------------- | ----------- | ------------------------------------- |
| 1 | Нисио Тадатэру | 西尾 忠照 | 1649 — 1652    | 1613 — 1654 | Старший сын Нисио Таданаги            |
| 2 | Нисио Таданари | 西尾 忠成 | 1654 — 1679    | 1653 — 1713 | Старший сын и преемник Нисио Тадатэру |

- Род Сакаи, 1679—1681 (фудай-даймё)

| № | Имя           | Имя       | Годы правления | Годы жизни  | Примечания              |
| - | ------------- | --------- | -------------- | ----------- | ----------------------- |
| 1 | Сакаи Тадаёси | 酒井 忠能 | 1679 — 1681    | 1628 — 1705 | Второй сын Саки Тадаюки |

- Род Цутия, 1681—1684 (фудай-даймё)

| № | Имя           | Имя       | Годы правления | Годы жизни  | Примечания                 |
| - | ------------- | --------- | -------------- | ----------- | -------------------------- |
| 1 | Цутия Масанао | 土屋 政直 | 1681 — 1684    | 1641 — 1722 | Старший сын Цутии Кадзунао |

- Род Ота, 1684—1705 (фудай-даймё)

| № | Имя          | Имя       | Годы правления | Годы жизни  | Примечания                 |
| - | ------------ | --------- | -------------- | ----------- | -------------------------- |
| 1 | Ота Сукэнао  | 太田 資直 | 1684 — 1705    | 1658 — 1705 | Второй сын Оты Скэцугу     |
| 2 | Ота Сукэхару | 太田 資晴 | 1705 — 1705    | 1696 — 1740 | Сын и преемник Оты Сукэнао |

- Род Найто, 1705—1720 (фудай-даймё)

| № | Имя             | Имя      | Годы правления | Годы жизни  | Примечания                                                       |
| - | --------------- | -------- | -------------- | ----------- | ---------------------------------------------------------------- |
| 1 | Найто Кадзунобу | 内藤弌信 | 1705 — 1720    | 1658 — 1730 | Сын хатамото Найто Нобумицу (1611—1675), усыновлён Найто Нобуёси |

- Род Токи, 1712—1742 (фудай-даймё)

| № | Имя          | Имя      | Годы правления | Годы жизни  | Примечания                          |
| - | ------------ | -------- | -------------- | ----------- | ----------------------------------- |
| 1 | Токи Ёритака | 土岐頼殷 | 1712 — 1713    | 1642 — 1722 |                                     |
| 2 | Токи Ёритоси | 土岐頼稔 | 1713 — 1742    | 1695 — 1744 | Старший сын и преемник Токи Ёритаки |

- Род Хонда, 1730—1868 (фудай-даймё)

| № | Имя            | Имя      | Годы правления | Годы жизни  | Примечания                            |
| - | -------------- | -------- | -------------- | ----------- | ------------------------------------- |
| 1 | Хонда Масанори | 本多正矩 | 1730 — 1735    | 1671 — 1735 | Внук Хонды Масанаги                   |
| 2 | Хонда Масаёси  | 本多正珍 | 1735 — 1773    | 1710 — 1786 | Третий сын Хонды Масанори             |
| 3 | Хонда Масатомо | 本多正供 | 1773 — 1777    | 1746 — 1777 | Второй сын Хонды Масаёси              |
| 4 | Хонда Масахару | 本多正温 | 1777 — 1800    | 1767 — 1838 | Старший сын Хонды Масатомо            |
| 5 | Хонда Масаоки  | 本多正意 | 1800 — 1829    | 1784 — 1829 | Старший сын и преемник Хонды Масахару |
| 6 | Хонда Масахиро | 本多正寛 | 1829 — 1860    | 1808 — 1860 | Старший сын Хонды Масаоки             |
| 7 | Хонда Масамори | 本多正訥 | 1860 — 1868    | 1827 — 1885 | Младший сын Хонды Масаоки             |